# Voetbalkampioenschap van Harburg-Lüneburg 1908/09
In 1908/09 werd het vierde voetbalkampioenschap van Harburg-Lüneburg gespeeld, dat georganiseerd werd door de Noord-Duitse voetbalbond. Borussia Harburg werd kampioen. Hoewel de competitie onderdeel was van de Noord-Duitse voetbalbond werd de club niet geselecteerd voor de Noord-Duitse eindronde. 
Alemannia trok zich na drie wedstrijden terug. Borussia Harburg ging het volgende seizoen in de B-Klasse spelen van Hamburg-Altona. 

## Eindstand
| Plaats | Club                     | Wed. | W | G | V | Saldo | Ptn  |
| ------ | ------------------------ | ---- | - | - | - | ----- | ---- |
| 1.     | FC Borussia 04 Harburg   | 5    | 5 | 0 | 0 | 21:2  | 10:0 |
| 2.     | Lüneburger FK 01         | 5    | 2 | 0 | 3 | 9:11  | 4:6  |
| 3.     | SV Eintracht 03 Lüneburg | 5    | 2 | 0 | 3 | 4:21  | 4:6  |
| 4.     | FC Alemannia Lüneburg    | 3    | 0 | 0 | 3 |       | 0:6  |

|  | Kampioen                          |
|  | Trok zich terug uit de competitie |